# Dubautia linearis
Dubautia linearis là một loài thực vật có hoa trong họ Cúc. Loài này được (Gaudich.) D.D.Keck mô tả khoa học đầu tiên năm 1936.